# Prado (piłkarz)
Prado, właśc. Antônio Franco Coelho Prado (ur. 13 maja 1940 w Catanduvie, zm. 31 sierpnia 2017 w São Paulo) − piłkarz brazylijski, występujący na pozycji ofensywnego pomocnika.

## Kariera klubowa
Karierę piłkarską Prado rozpoczął w klubie São Paulo FC w 1957 roku. Z São Paulo zdobył mistrzostwo stanu São Paulo – Campeonato Paulista w 1957 roku. Łącznie w barwach São Paulo rozegrał 242 spotkań, w których strzelił 122 bramek.
W latach 1967–1968 i 1969 był zawodnikiem Corinthians Paulista. Później jeszcze występował w Bangu AC i Bragantino Bragança Paulista.

## Kariera reprezentacyjna
W reprezentacji Brazylii Prado jedyny raz wystąpił 22 listopada 1965 w wygranym 5-3 towarzyskim meczu z reprezentacją Węgier.